# Radio GO
Radio GO – lokalna rozgłośnia radiowa z Gorzowa Wielkopolskiego, nadająca z przerwami od 1994, przez internet od 2019 do 2023, przeznaczona dla nastolatków. W 2023 zastąpiona przez VIBE FM.

## Historia

### "Pierwsze" Radio GO (1994-2000)

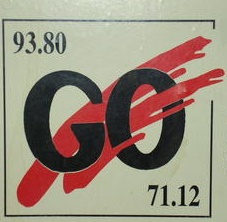
Logo pierwszego Radia GO

Radio GO rozpoczęło działalność 1 czerwca 1994 roku. Była to druga lokalna rozgłośnia radiowa w Gorzowie (obok Radia Gorzów, które wystartowało w 1992 roku). Pierwszą częstotliwością w "dolnym" zakresie UKF było 71,12 MHz. Później radio otrzymało także częstotliwość w "górnym" zakresie UKF na 93,8 MHz. W czerwcu 1999 roku stacja dołączyła do nowej sieci Radia Eska i zmieniła nazwę na Radio S Gorzów. Na początku 2000 roku wyłączono nadajnik na "dolnym" UKF-ie i zmieniono nazwę radia na Eska Gorzów, pod którą nadaje do dzisiaj.
W Radiu GO karierę zaczynał znany prezenter Radia Eska Krzysztof "Jankes" Jankowski.

### "Drugie" Radio GO (2015-2018)
14 sierpnia 2013 przewodniczący KRRiT wydał ogłoszenie o możliwości uzyskania koncesji na rozpowszechnianie programu radiowego w Gorzowie Wielkopolskim na częstotliwości 101,7 MHz. Konkurs wygrała spółka Radio GO Sp. z o.o., pokonując w nim nadawców Radia WAWA, Radia Złote Przeboje, Radia Zet Gold i RMF MAXXX. Koncesja na okres 10 lat została wydana 6 marca 2015 roku. Od 24 lipca 2015 trwały próby przed oficjalnym startem radia, można było usłyszeć ton testowy, serwis informacyjny i zapętlony przebój zespołu Bayer Full „Wszyscy Polacy”. 27 lipca 2015 roku Radio GO oficjalnie rozpoczęło nadawanie. Wcześniej rozgłośnia podpisała umowę z Grupą Radiową Time, na mocy której będzie grać utwory w formacie muzycznym Radia VOX FM, a także emitować będzie serwisy przygotowane przez newsroom Grupy Radiowej Time. Stacja wejdzie też do ogólnopolskiej sieci sprzedaży Radia VOX FM, natomiast sprzedaż lokalną będzie realizować we własnym zakresie.
Radio GO prezentowało muzykę z gatunków: euro disco, euro dance, klasyczne disco, disco polo i polski dance.
Radio GO nadawało swój program z komina Elektrociepłowni Gorzów na częstotliwości 101,7 MHz, którą przed laty testował w Gorzowie RMF MAXXX. Nadajnik ma moc 1 kW, co pozwala pokryć sygnałem tereny w promieniu 40-50 km od Gorzowa.
W kwietniu 2017 roku Grupa Radiowa Time kupiła 66% udziałów rozgłośni, tym samym stała się jedynym jej właścicielem. W tym samym miesiącu nowy właściciel rozgłośni złożył wniosek do Krajowej Rady Radiofonii i Telewizji o zmianę nazwy rozgłośni na VOX FM Gorzów. W październiku Rada odrzuciła wniosek oraz wszczęła postępowanie w sprawie odebrania koncesji Radiu GO. W lutym 2018 Rada umorzyła postępowanie w sprawie odebrania koncesji, a w czerwcu ostatecznie podjęła uchwałę o zmianie nazwy rozgłośni na VOX FM Gorzów. Zmiana nastąpiła 24 sierpnia 2018.

### Stacja internetowa (2019–2023)
Od października 2019 r. Grupa Radiowa Time powróciła do regularnej emisji Radia GO w internecie. Projekt internetowy pod tą nazwą skierowany był do nastolatków, prezentując polski i zagraniczny hip hop, trap oraz muzykę elektroniczną. Zespół radia tworzą wyróżniający się absolwenci prowadzonej przez Time Radio Akademii. W 2023 zastąpione przez VIBE FM, mające nadawać muzykę urban contemporary - m.in. rap i hip hop.